# Лантратов, Игорь Сергеевич
И́горь Серге́евич Лантра́тов (род. 18 апреля 1986, Наро-Фоминск) — российский радио- и телеведущий, диктор, киноактёр, виджей.

## Биография
Родился 18 апреля 1986 года в Наро-Фоминске в семье военнослужащих. До 7 лет поменял несколько городов — от Новосибирска и Анадыря до Курска, в котором окончил школу и Курский государственный технический университет по специальности «Программное обеспечение вычислительной техники и автоматизированных систем».
В 2008-м году переехал в Москву.

## Профессиональная деятельность

### Радио
С июля по сентябрь 2008 года работал ведущим линейного эфира на радиостанции «Первое популярное радио».
С января 2009 года по февраль 2010 года — ведущий линейного эфира на радиостанции «Love Radio».

### Телевидение
С 2008 по 2010 год работал на музыкальном канале «Муз-ТВ» голосом проектов «Звёзды зажигают», «Напросились», «Номинанты Премии».
С 2009 по 2010 год — ведущий программ «Игровые новости», «Новости Первого Игрового» и голос канала «Первый Игровой».
С 2010 по май 2013 года работал на музыкальном канале «MTV Россия» ведущим программ «News Блок», «News Блок Weekly», «Утренний Фреш», «Нереальные игры», «Телепорт», «13 Кинолаж» и «Trendy».
C 23 мая 2012 года по 25 апреля 2013 года — ведущий 21 выпуска онлайн-программы «Гид PlayStation».
С июня по сентябрь 2013 года — ведущий программы «Trendy» на телеканале «Пятница!».
С апреля по сентябрь 2015 года — ведущий программ «RU Новости» и «Стол заказов» на телеканале RU.TV.
С ноября 2016 года — ведущий телерадиоканала «Страна FM».
С 30 января 2017 года по 28 декабря 2018 года — ведущий утренней программы «Деловое утро НТВ».
С марта 2018 года ведущий программы «Пятница! News» на телеканале «Пятница!» вместе с Ольгой Роевой, заменив Артема Королёва.
Преподаёт в Высшей школе телевидения «Останкино».

### Съёмки в кино и телесериалах
В 2014—2015 годах играл одну из главных ролей (Никиты Емельянова) в телесериале «Анжелика» на канале СТС.

### Съёмки в видеоклипах
- 2011 — «Я не убивал» (Jack Action)[7]
- 2011 — «Сохранив любовь» (Валерия и Николай Басков)[8]
- 2012 — «TATTOO» (Тимати, L'One, Варчун, Крэк, Карандаш, Джиган)[9]
- 2013 — «Сон» (Игорь Лантратов)[10]
- 2019 — «Не враг» (Кара Кросс)

### Съёмки в рекламе
- Голосовой поиск Google[11], «Евросеть», Chevrolet, «Мегафон»,[12] «Coca-Cola Zero»[13], McDonald’s
- Диктор реклам